# 徐光範
徐 光範（じょ こうはん、서광범〈ソ・グァンボム〉、1859年11月8日 - 1897年8月13日）は、朝鮮王朝末期の政治家である。本貫は大邱徐氏。字は敍九、雅号は緯山、諡号は翼獻公。

## 人物

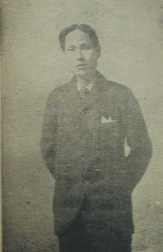
徐光範

徐光範は朝鮮の両班の家系に生まれ、政治的地位を急速に上昇させた。金玉均や朴泳孝らと開化派を形成し、1882年に修信使随員として訪日した。1884年の甲申政変に参加したが挫折し、甥の徐載弼（Philip Jaisohn）と共に政治難民の亡命者とし渡米して、1886年にアメリカ合衆国市民権を取得した。1895年の甲午改革に際して高宗に呼び戻されて帰国し、枢密院議員となり、法部（外務省に相当）大臣を経て、翌年に学部（旧来の礼曹）大臣に任じた。また『独立新聞』を創刊して独立協会運動を支えた。
改革に失敗すると、使節としてアメリカに送り返され、朝鮮公使館の公使を務めた。彼は1897年8月13日にワシントンD.C.で、自転車に乗った後で倒れ、数日間の病気で亡くなった。彼の遺体は火葬された。